# Faith Brook
Faith Brook (York, 16 februari 1922 – Londen, 11 maart 2012) was een Brits actrice. Haar vader was de acteur Clive Brook en haar broer Lyndon Brook was eveneens acteur. Ze verscheen op film, op televisie en op toneel. Ze was twee keer getrouwd en even zoveel keren gescheiden. Haar eerste huwelijk was met Charles Moffett en haar tweede huwelijk met Michael Horowitz met wie zij een kind had.
Brook was een supporter van de British Humanist Association.

## Filmografie
- Argwaan, (1941)
- Jungle Book, (1942)
- No Time for Love, (1943)
- Think It Over, (1945)
- Uneasy Terms, (1948)
- Baker's Dozen, (1955)
- The Intimate Stranger, (1956)
- Wicked as They Come, (1956)
- Kitty Clive, (1956)
- II Man in the Shadow, (1957)
- Across the Bridge, (1957)
- Chase a Crooked Shadow, (1958)
- The 39 Steps, (1959)
- The Finest Hours (documentary), (1964)
- We Shall See, (1964)
- The Heroes of Telemark, (1965)
- To Sir, with Love, (1967)
- Adélaïde, (1968)
- Walk a Crooked Path, (1969)
- The Smashing Bird I Used to Know, (1969)
- The Befrienders, (1970)
- I Hamlet, (1970)
- Pogled iz potkrovlija, (1977)
- Las flores del vicio, (1979)
- North Sea Hijack, (1979)
- Cream in My Coffee, (1980)
- The Sea Wolves, (1980)
- The Curse of King Tut's Tomb, (1980)
- Eye of the Needle, (1981)
- The Weather in the Streets, (1983)
- The Razor's Edge, (1984)
- All Passion Spent, (1986)
- The Two Mrs. Grenvilles, (1987)
- They Do It with Mirrors, (1991)
- Miss Beatty's Children, (1992)
- Mothertime, (1997)
- Mrs Dalloway, (1997)
- San Paolo, (2000)
- AKA, (2002)
- The Commander: Blacklight, (2006)

## Televisieseries
- Studio One, (1949-1951)
- Martin Kane, Private Eye, (1949)
- Kraft Television Theatre, (1950-1951)
- The Ford Theatre Hour, (1950-1951)
- Believe It or Not, (1950)
- Robert Montgomery Presents, (1951-1952)
- Claudia: The Story of a Marriage, (1952)
- BBC Sunday-Night Theatre, (1953-1954)
- White Hunter, (1957)
- ITV Play of the Week, (1958-1964)
- The Invisible Man, (1959)
- Golden Girl, (1960)
- Maigret, (1961)
- Alcoa Presents: One Step Beyond, (1961)
- It Happened Like This, (1962)
- Suspense, (1963)
- The Human Jungle, (1964)
- A Choice of Coward, (1964)
- The Edgar Wallace Mystery Theatre, (1964)
- The Protectors, (1964)
- Dr. Finlay's Casebook, (1964)
- The Wednesday Play, (1965-1969)
- Six Shades of Black, (1965)
- Blackmail, (1966)
- Thirty-Minute Theatre, (1966)
- Theatre 625, (1967)
- Man in a Suitcase, (1968)
- ITV Saturday Night Theatre, (1969-1970)
- The Main Chance, (1970)
- The Adventures of Don Quick, (1970)
- Big Brother, (1970)
- W. Somerset Maugham, (1970)
- The Expert, (1971)
- War & Peace, (1972-1973)
- Dolly, (1973)
- So It Goes, (1973)
- Affairs of the Heart, (1974)
- Thriller, (1974)
- Angels, (1975-1978)
- The Mackinnons, (1977)
- After Julius, (1979)
- Goodbye Darling, (1981)
- Sunday Night Thriller, (1981)
- Alexa, (1982)
- The Irish R.M., (1983-1984)
- Spooky, (1983)
- C.A.T.S. Eyes, (1985)
- Sins, (1986)
- Gentlemen and Players, (1988-1989)
- A Fine Romance, (1989)
- Capital City, (1990)
- Rumpole of the Bailey, (1992)
- Zorro, (1993)